# Janet Newberry
Janet Newberry (Los Angeles, 6 agosto 1953) è un'ex tennista statunitense.
È conosciuta anche come Janet Wright.

## Carriera
In carriera ha vinto due titoli in singolare e sei titoli di doppio. Nei tornei del Grande Slam ha ottenuto il suo miglior risultato raggiungendo la finale di doppio misto a Wimbledon nel 1973, in coppia con il messicano Raúl Ramírez.
In Fed Cup ha disputato un totale di 4 partite, collezionando 3 vittorie e una sconfitta.

## Statistiche

### Singolare

#### Vittorie (2)
| Numero | Anno           | Torneo                                        | Superficie  | Avversaria in finale | Punteggio     |
| 1.     | 18 maggio 1975 | British Hard Court Championships, Bournemouth |             | Terry Holladay       | 7-9, 7-5, 6-3 |
| 2.     | 22 maggio 1977 | Internazionali d'Italia, Roma                 | Terra rossa | Renáta Tomanová      | 6-3, 7-6      |

### Singolare

#### Finali perse (3)
| Numero | Anno            | Torneo                               | Superficie | Avversaria in finale | Punteggio     |
| 1.     | 18 marzo 1973   | Virginia Slims of Richmond, Richmond |            | Margaret Court       | 2-6, 1-6      |
| 2.     | 17 giugno 1973  | Kent Championships, Beckenham        |            | Dianne Fromholtz     | 5-7, 6-0, 1-6 |
| 3.     | 30 ottobre 1977 | Puerto Rico Open, San Juan           | Cemento    | Billie Jean King     | 1-6, 3-6      |

### Doppio

#### Vittorie (6)
| Numero | Anno            | Torneo                                 | Superficie | Compagna            | Avversarie in finale               | Punteggio     |
| 1.     | 1º aprile 1973  | Virginia Slims of Tucson, Tucson       |            | Pam Teeguarden      | Karen Krantzcke Betty Stöve        | 3-6, 7-6, 7-5 |
| 2.     | 6 ottobre 1974  | Virginia Slims of Houston, Houston     |            | Wendy Overton       | Sue Stap Virginia Wade             | 4-6, 7-5, 6-2 |
| 3.     | 13 luglio 1975  | Swedish Open, Båstad                   |            | Pam Teeguarden      | Fiorella Bonicelli Raquel Giscafré | 6-3, 6-3      |
| 4.     | 22 agosto 1976  | Canada Open, Toronto                   |            | Cynthia Doerner     | Sue Barker Pam Teeguarden          | abbandono     |
| 5.     | 16 giugno 1978  | Torneo di Chichester, Chichester       | Erba       | Pam Shriver         | Michelle Tyler Yvonne Vermaak      | 3-6, 6-3, 6-4 |
| 6.     | 21 gennaio 1979 | Avon Championships of Houston, Houston | Sintetico  | Martina Navrátilová | Pam Shriver Betty Stöve            | 4-6, 6-4, 6-2 |

### Doppio

#### Finali perse (4)
| Numero | Anno             | Torneo                                    | Superficie | Compagna        | Avversarie in finale            | Punteggio     |
| 1.     | 18 aprile 1971   | Carolinas International Tennis, Charlotte |            | Eliza Pande     | Chris Evert Sue Stap            | 3-6, 6-1, 3-6 |
| 2.     | 12 agosto 1973   | Virginia Slims of Nashville, Nashville    |            | Karen Krantzcke | Françoise Dürr Betty Stöve      | 4-6, 7-6, 1-6 |
| 3.     | 26 agosto 1973   | Virginia Slims of Newport, Newport        |            | Pam Teeguarden  | Françoise Dürr Betty Stöve      | 4-6, 3-6      |
| 4.     | 27 febbraio 1977 | Virginia Slims of Detroit, Detroit        |            | Joanne Russell  | Martina Navrátilová Betty Stöve | 3-6, 4-6      |